# Michaił Szachow
Michaił Afanasjewicz Szachow (ros. Михаил Афанасьевич Шахов; ur. 20 listopada 1931 w Saratowie, zm. 8 sierpnia 2018 w Kijowie) – radziecki zapaśnik walczący w stylu wolnym. Dwukrotny olimpijczyk. Brązowy medalista z Melbourne 1956 i szósty w Rzymie 1960. Walczył w kategorii do 57 kg.
Pierwszy w Pucharze Świata w 1958. Mistrz ZSRR w 1956, 1960 i 1961; trzeci w 1957. Zakończył karierę sportową w 1964 roku. Trener.
Teść Aleksandra Biełostiennego, koszykarza, trzykrotnego olimpijczyka, mistrza z 1988 roku.